# 1988年冬季残疾人奥林匹克运动会芬兰代表团
1988年冬季残疾人奥林匹克运动会芬兰代表团是芬兰派出的1988年冬季残疾人奥林匹克运动会代表团。获得9枚金牌、8枚银牌和8枚铜牌。